# 세로네
세로네(이탈리아어: Serrone)는 이탈리아 라치오주 프로시노네도에 위치한 코무네다. 로마로부터 동쪽 50km, 프로시노네로부터 북서쪽 30km 거리에 있다.